# Бринцио
Брѝнцио (на италиански: Brinzio; на ломбардски: Brinsc, Бринш) е село и община в Северна Италия, провинция Варезе, регион Ломбардия. Разположено е на 510 m надморска височина. Населението на общината е 806 души (към 2017 г.).